# Sparedrus longicornis
Sparedrus longicornis es una especie de coleóptero de la familia Oedemeridae.

## Distribución geográfica
Habita en Taiwán.